# کمپ ایکس
کمپ اکس نام غیررسمی مدرسه سری آموزش ویژه شماره ۱۰۳ بود که یک تأسیسات شبه نظامی بریتانیا در جنگ جهانی دوم برای آموزش عوامل مخفی در روش‌های مورد نیاز برای موفقیت در عملیات‌های مخفیانه بود. در ساحل شمال غربی دریاچه انتاریو بین ویتبی و اوشاوا در انتاریو، کانادا واقع شده بود. این منطقه امروزه با نام «پارک بی‌باک» شناخته می‌شود، پس از نام رمز سر ویلیام استفنسون، مدیر هماهنگی امنیتی بریتانیا (BSC)، که این مرکز آموزشی را ایجاد کرد.
این تأسیسات به‌طور مشترک توسط ارتش کانادا، با کمک امور خارجه و RCMP اداره می‌شد، اما توسط BSC فرماندهی می‌شد. همچنین روابط نزدیکی با MI-6 داشت. علاوه بر برنامه‌های آموزشی، کمپ دارای یک برج ارتباطی بود که می‌توانست ارتباطات رادیویی و تلگراف را ارسال و مخابره کند که Hydra نام داشت.
این مرکز آموزشی در ۶ دسامبر ۱۹۴۱ تأسیس شد و قبل از پایان سال ۱۹۴۴ بسته شد. ساختمان‌ها در سال ۱۹۶۹ برداشته شدند و بنای یادبودی در محل احداث شد.
مورخ بروس فورسایت هدف این تأسیسات را اینگونه خلاصه کرد: "کارآموزان در اردوگاه تکنیک‌های خرابکاری، براندازی، جمع آوری اطلاعات، قفل بازکردن، آموزش مواد منفجره، ارتباطات رادیویی، رمزگذاری/رمزگشایی، تکنیک‌های استخدام برای پارتیزان‌ها، هنر کشتار خاموش و نبرد غیرمسلح را آموختند. " آموزش‌های ارتباطی شامل کد مورس نیز ارائه شد. وجود این اردوگاه چنان مخفی بود که حتی نخست‌وزیر کانادا ویلیام لیون مکنزی کینگ نیز از هدف کامل آن بی‌خبر بود.

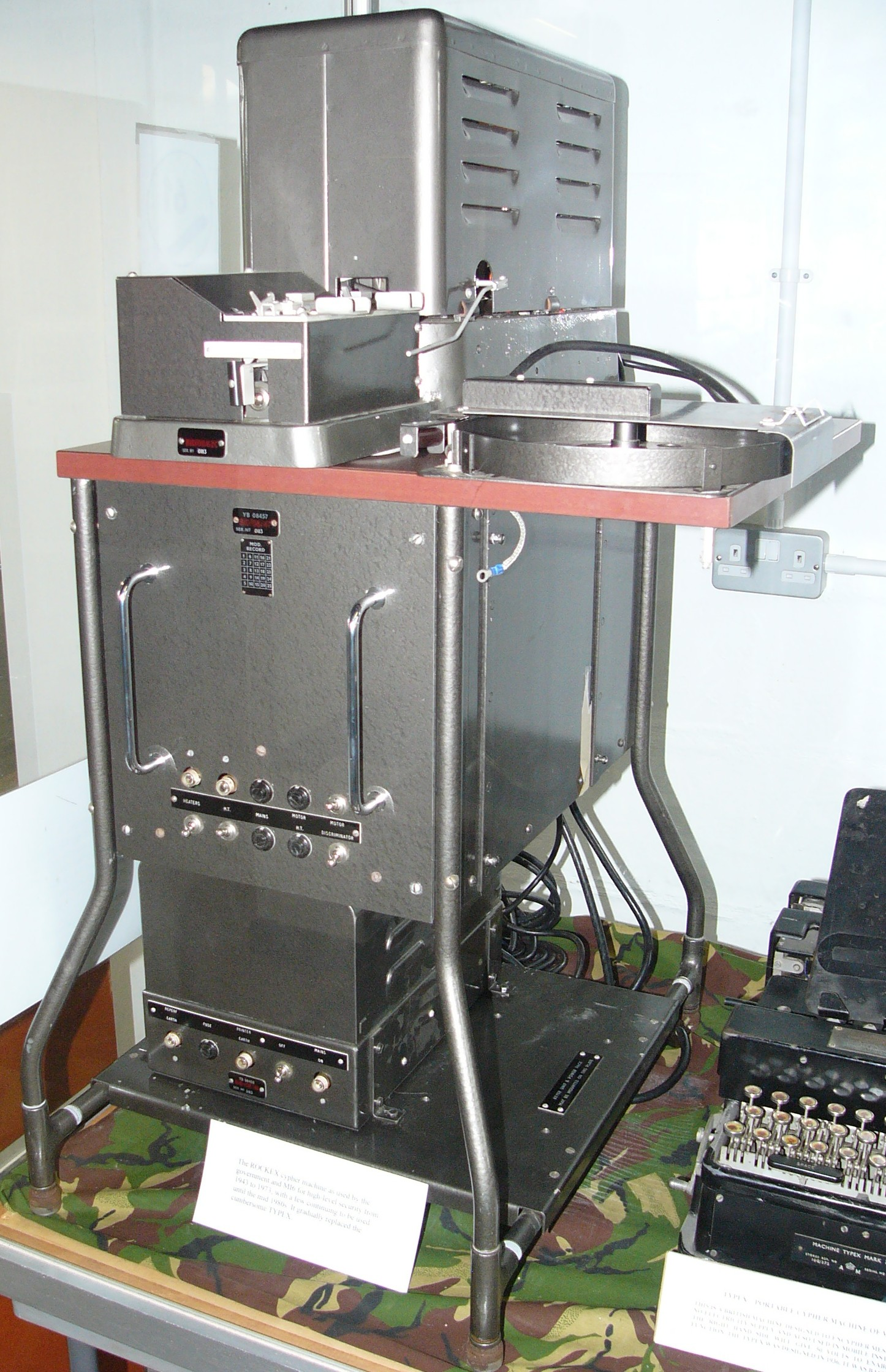
تجهیزات Rockex اختراع شده توسط Benjamin deForest Bayly

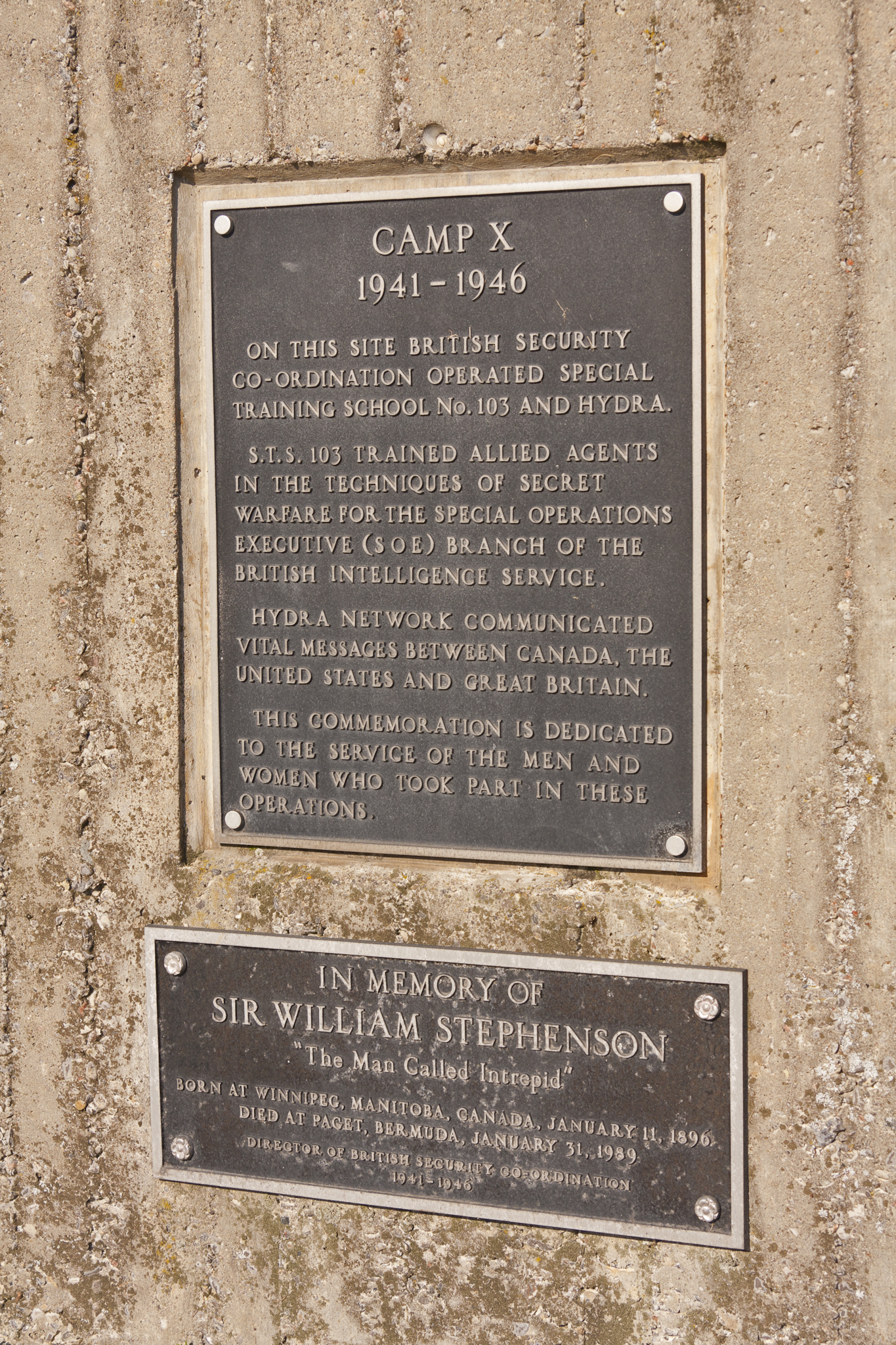
لوح و یادبود در محل کمپ X
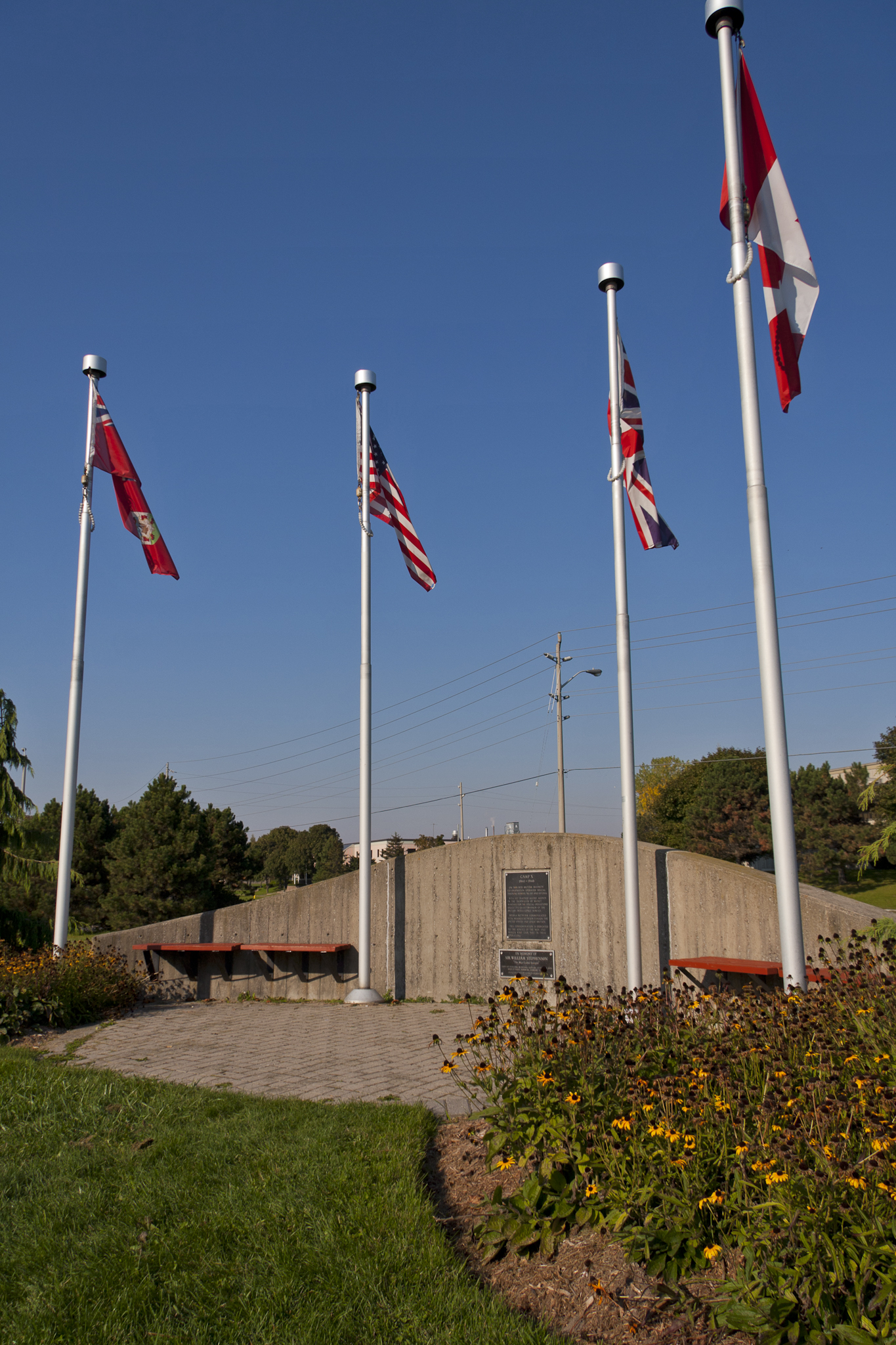
بنای یادبود در محل کمپ X در ویتبی، انتاریو